# 2747 Чеський Крумльов
2747 Чеський Крумльов (2747 Český Krumlov) — астероїд головного поясу, відкритий 19 лютого 1980 року.
Тіссеранів параметр щодо Юпітера — 3,202.